# Tapinellaceae
Tapinellaceae is een botanische naam, voor een familie van schimmels. De familie telt in totaal drie geslachten en acht soorten.

## Geslachten
Het bestaat uit de volgende drie geslachten (peildatum december 2021):
- Bondarcevomyces (1)
- Pseudomerulius (2)
- Tapinella (5)